# Ocnus brunneus
Ocnus brunneus är en sjögurkeart som först beskrevs av Forbes 1840.  Ocnus brunneus ingår i släktet Ocnus och familjen korvsjögurkor. Arten är reproducerande i Sverige. Inga underarter finns listade i Catalogue of Life.